# زاک مک‌گاون
زاک مک‌گاون (انگلیسی: Zach McGowan؛ زادهٔ ۱۹۸۱ (۴۳–۴۴ سال) یک هنرپیشه اهل ایالات متحده آمریکا است. وی از سال ۲۰۰۴ میلادی تاکنون مشغول فعالیت بوده‌است.
از فیلم‌ها یا برنامه‌های تلویزیونی که وی در آن نقش داشته است می‌توان به بی‌شرم، سی‌اس‌آی: میامی، موفق باشی چارلی، قتل در یِلواِستون ، بادبان‌های سیاه ، ۱۰۰ نفر، جنگجو و ناگفته های دراکولا و  مسابقه مرگ(Death Race 4) اپیزود ۴  اشاره کرد.